# Cecil Mannering
Cecil Mannering (Edimburgo, ... – ...; fl. XX secolo) è stato un attore e regista scozzese.
Iniziò la sua carriera cinematografica all'epoca del muto comparendo in Sally in Our Alley, un cortometraggio prodotto dalla Hepworth, compagnia per la quale lavorò nei suoi due primi anni di attività come attore cinematografico.

## Filmografia
La filmografia - basata su IMDb - è completa.

### Attore
- Sally in Our Alley, regia di Warwick Buckland (1913)
- Captain Jack V.C., regia di Hay Plumb (1913)
- Her Crowning Glory, regia di Warwick Buckland (1913)
- Kissing Cup, regia di Jack Hulcup (1913)
- David Copperfield, regia di Thomas Bentley (1913)
- The Lady of Lyons, regia di Léon Bary (1913)
- For Love of Him, regia di Warwick Buckland (1913)
- The Heart of Midlothian, regia di Frank Wilson (1914)
- Ivy's Elopement, regia di Elwin Neame (1914)
- The Mill-Owner's Daughter, regia di Fred W. Durrant (1916)
- The Valley of Fear, regia di Alexander Butler (1916)
- Beau Brocade, regia di Thomas Bentley (1916)
- The Grit of a Jew, regia di Maurice Elvey (1917)
- The Single Man, regia di A.V. Bramble (1919)
- Tatterly, regia di Horace Lisle Lucoque (1919)
- The Duchess of Seven Dials , regia di Fred Paul (1920)
- The Old Arm Chair, regia di Percy Nash (1920)
- In Full Cry, regia di Einar Bruun (1921)
- Le Crime de Lord Arthur Savile, regia di René Hervil (1922)
- The Affected Detective, regia di Bert Haldane (1922)
- The Tragedy at Barnsdale Manor, regia di Hugh Croise (1924)
- What the Butler Saw, regia di George Dewhurst (1924)
- Merry Comes to Town, regia di George King (1937)
- Patrizia e il dittatore (Storm in a Teacup), regia di Ian Dalrymple e Victor Saville (1937)

### Regista
- Giddy Golightly
- Horatio's Deception
- The Bitten Biter
- A Complete Change
- Home Influence
- A Little Bet
- Oh! Jemimah!
- The Other Dog's Day
- A Pair of Gloves